# Bruninho (calciatore 1989)
Bruninho, pseudonimo di Bruno Anderson da Silva Sabino (Porto Alegre, 29 settembre 1989), è un ex calciatore brasiliano, di ruolo attaccante.

## Carriera
Ha giocato nella massima serie dei campionati brasiliano, portoghese, danese, cinese ed hongkonghese.